# كارخانة رييسيان (أملش الشمالي)
کارخانة رییسیان (بالفارسية: کارخانه رییسیان) هي قرية تقع في إيران في قسم أملش الشمالی الريفي. يقدر عدد سكانها بـ 33 نسمة بحسب إحصاء 2016.